# Radar de Rota

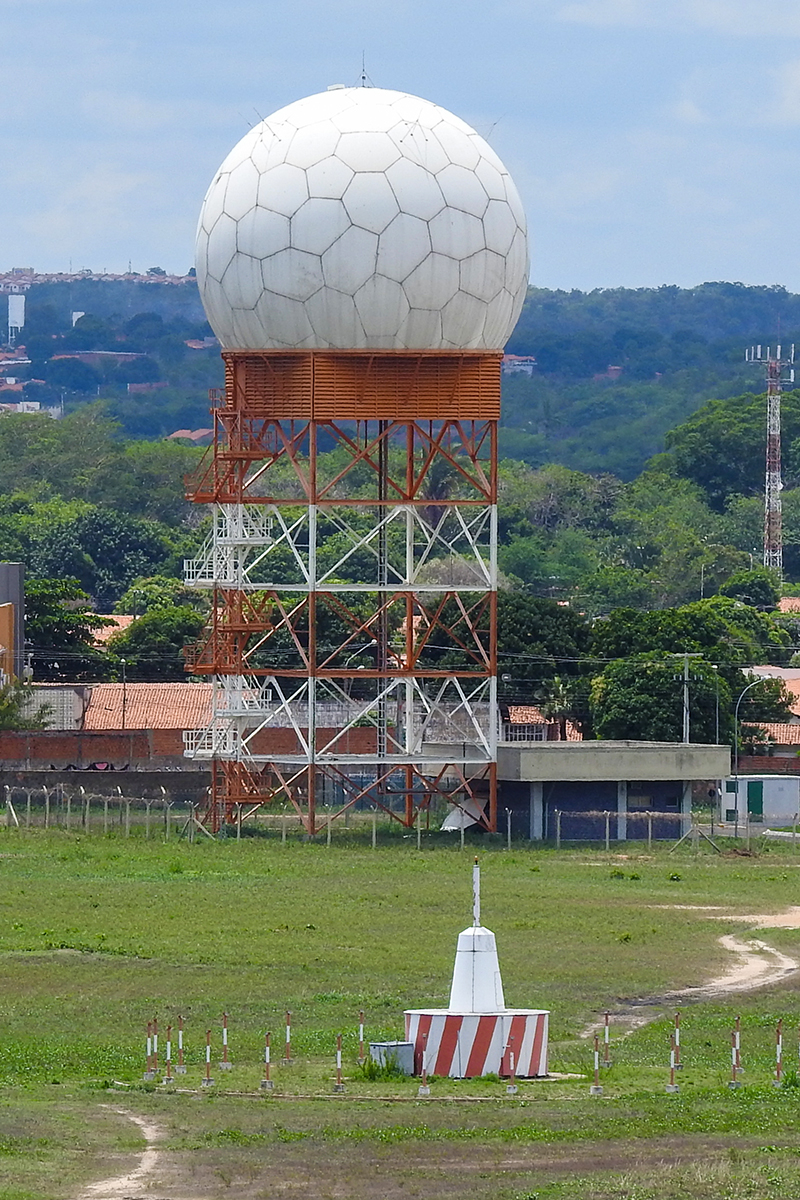
Radar de Rota

Radar de Rota, é um tipo de radar que tem uma menor precisão do que o Radar de Terminal, devido ter um alcance maior. Normalmente, esse tipo de radar é utilizado pelo Centro de controle de área (ACC). Para o órgão de controle que utilizará o Radar de Rota a separação mínima passa a ser de 10 milhas (a do Radar de Terminal é 5 milhas).